# Otrosjärvi
Otrosjärvi är en sjö vid finsk-ryska gränsen. De finländska delarna ligger i kommunerna Lieksa och Kuhmo i landskapen Norra Karelen och Kajanaland i Finland. Sjön ligger 173,7 meter över havet. Arean är 56 hektar och strandlinjen är 3,99 kilometer lång. Sjön  ingår i Vuoksens huvudavrinningsområde.   Den ligger omkring 130 kilometer norr om Joensuu och omkring 480 kilometer nordöst om Helsingfors. 